# 仙女座υd
仙女座υd，或稱為天大將軍六d（Upsilon Andromedae d）是環繞仙女座類太陽恆星天大將軍六A的太陽系外行星。該行星由傑佛瑞·馬西和保羅·巴特勒發現於1999年4月，該發現使恆星天大將軍六成為太陽和脈衝星 PSR 1257+12 以外第一個發現多行星的行星系統。仙女座υd是該行星系統中第三個被發現的行星。

## 發現
就像大多數已知的系外行星，仙女座υd的發現是經由偵測行星重力造成恆星徑向速度的變化而發現。該行星的發現是對恆星天大將軍六A的光譜進行精密的都卜勒效應量測。在發現前天大將軍六A已經發現一顆屬於熱木星的系外行星仙女座υb，但在1999年很明顯地，較內側的行星無法完全解釋恆星速度變化曲線的狀態。
1999年時，旧金山州立大学和哈佛-史密松天体物理中心的天文學家各自獨立發表了三個行星存在的模型最符合徑向速度變化的狀態。而兩顆新行星就是仙女座υc和仙女座υd。

## 軌道與質量
就像許多長週期系外行星一樣，仙女座υd的公轉軌道是橢圓形軌道，其離心率比太陽系各大行星和冥王星的軌道高。該行星軌道的半長軸代表它在天大將軍六A的適居帶內。
為了解釋仙女座υd的軌道離心率，有科學家提出可能是受到一個較外側現已不存在的行星影響。兩顆行星的靠近會使仙女座υd進入一個會較靠近母恆星，且將較外側行星往外彈出的橢圓軌道。接著來自仙女座υd的重力攝動會使較內側行星仙女座υc移動到現在的橢圓軌道。如果是這樣的話，那造成擾動的行星應會立即被彈出系統，目前仍不清楚這種狀況發生的可能性，因此仍須考慮其他模型的可能性。
一個以徑向速度法偵測仙女座υd的限制是不知道它的軌道傾角，並且目前只能得知它的質量下限。但是藉著結合地面望遠鏡的徑向速度量測和哈伯太空望遠鏡的天體測量資料，天文學家以確定其軌道傾角和真實質量是木星的10.25倍。
先前的天體測量資料判定仙女座υd的軌道傾角大約是155.5°。但是這些量測之後被證實只能判定其上限，對於HD 192263 b而言這些量測是無價值的，而對巨蟹座55c的這些量測可能也並無價值，甚至可能與較靠近母恆星的仙女座υb大於30°的軌道傾角結果相牴觸。仙女座υc和仙女座υd之間軌道相互夾角是29.9°。

## 特徵
因為仙女座υd的質量相當大，因此被認為是沒有固體表面的氣體巨行星，而表面重力超過地球的25倍。因為目前只能以間接觀測方式得知其性質，因此目前仍無法準確得知其半徑、組成、溫度等性質。
仙女座υd被認為是位於天大將軍六A的適居帶內，因此基於其接收自母恆星的紫外線輻射量，它可能是類似地球表面有液態水的世界。模擬結果認為即使軌道是橢圓型的，適居帶內類地形星仍可能在整個軌道週期中表面都仍有液態水。這代表如果仙女座υd有夠大的衛星的話，也許就可能有生命存在它所屬的衛星上。